# Strachota
Strachota – forma pochodna od staropolskiego imienia Strachomir. W języku staropolskim i staroczeskim imię to traktowano jako odpowiednik imienia Metody (ze względu na skojarzenie z łacińskim czasownikiem metuo, oznaczającym "przestraszyć się, bać się").